# قلعة تراكوسكان
قلعة تراكوسكان (بالكرواتية: Dvor Trakošćan أو Dvorac Trakošćan) هي قلعة تقع في مقاطعة فرازدين شمال كرواتيا، يعود تاريخها إلى القرن الثالث عشر (على الرغم من أن أول ذكر مكتوب لإسم تراكوسكان يعود إلى عام 1334).

## التاريخ
تم بناء تراكوسكان في القرن الثالث عشر داخل نظام التحصين الشمالي الغربي لكرواتيا، كحصن مراقبة صغير نوعًا ما لرصد الطريق من مدينة بيتوج إلى وادي بيدنيا.
وفقا لأسطورة، تم تسمية تراكوسكان على اسم حصن آخر (arx Thacorum)، الذي يُزعم أنه كان موجوداً نفس المكان في العصور القديمة. يدعي مصدر آخر أنه تم تسميته على اسم فرسان دراشينشتاين الذين كانوا يسيطرون على المنطقة في أوائل العصور الوسطى.
تم ذكر اسم تراكوسكان لأول مرة في السجلات المكتوبة عام 1334. من غير المعروف من كان أصحاب القلعة في السنوات الأولى من وجودها. اعتبارًا من نهاية القرن الرابع عشر، كان يملكها نبلاء سيلجي. سرعان ما انقرضت الأسرة، وشاركت قلعة تراكوسكان نفس مصير الحصون والعقارات الأخرى المملوكة لهم، حيث تم تقسيمها واستمرت في تغيير الملاك.
أعطى الملك ماكسيميليان العقار ليوراج دراسكوفيتش (1525–1587) نظير بعض الخدمات التي قدمها. كانت هذه هي الطريقة التي استحوذت بها عائلة دراسكوفيتش في عام 1584على ملكية تراكوسكان.
مرت القلعة بمراحل مختلفة من البناء. لعدة قرون، كانت القلعة بمثابة حصن، بحيث كانت عمليات البناء التي أجريت خلال تلك الفترة وظيفية وليست جمالية. المركز الأساسي للقلعة هو تحصين معمول على الطراز الرومانسكي يتكون من وحدة سكنية وساحة صغيرة محصنة وبرج مرتفع ضخم. موقع التحصين الجيد وبرج المراقبة جعلها آمنة وسهلة للدفاع.
بعد نهاية الحرب العالمية الثانية، كانت قلعة تراكوسكان في حالة مهملة ومتداعية، وهذا هو السبب في أن أعمال الديكور المعماري والديكورات الداخلية الواقية قد تم تنفيذها على الفور. على مدى السنوات اللاحقة، خضعت القلعة للعديد من أعمال الترميم.
تم إنشاء متحف القلعة بمجموعات معروضة بشكل دائم عام 1953. القلعة مملوكة اليوم من قبل جمهورية كرواتيا.

## معرض صور

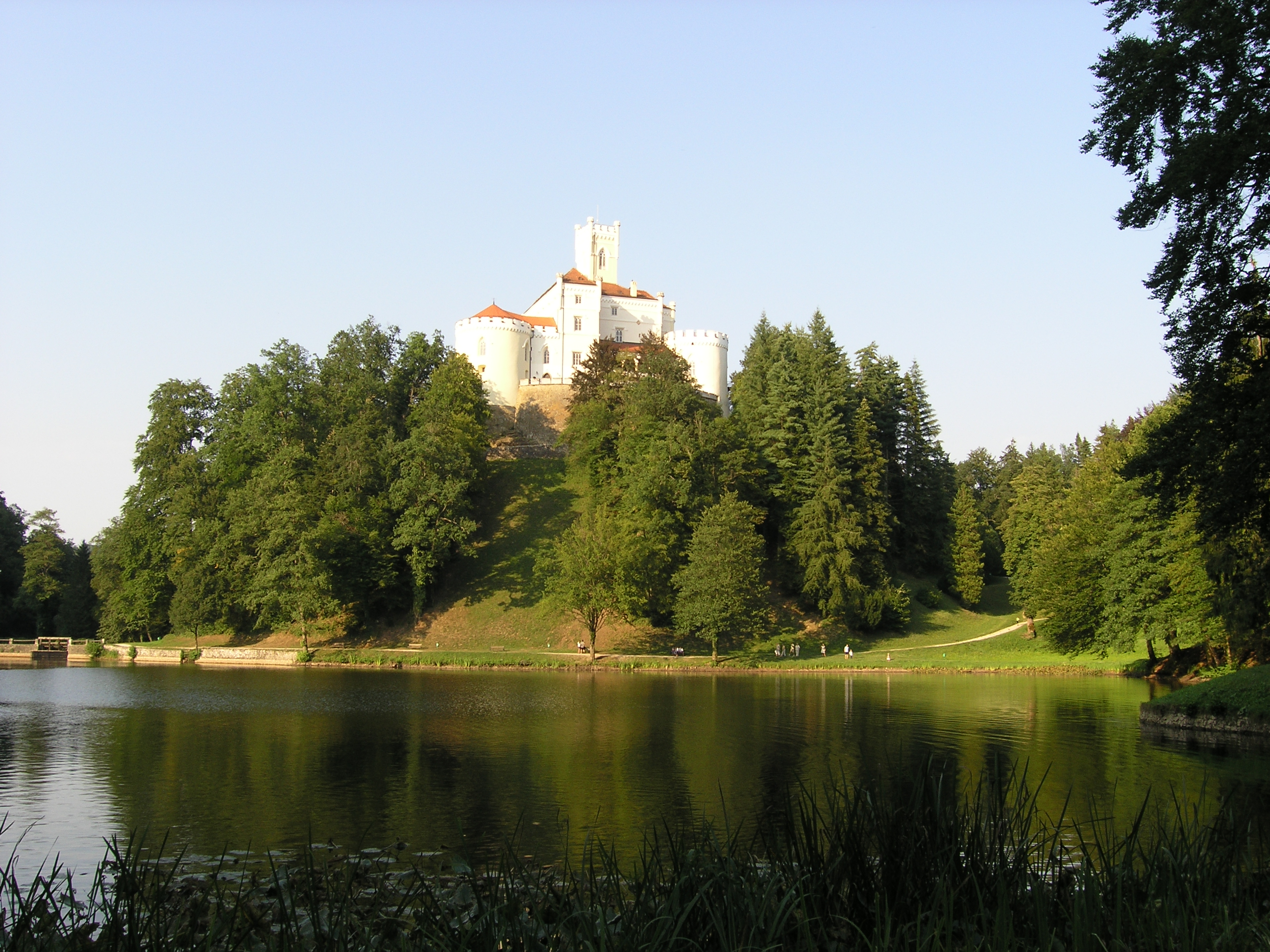
القلعة مع البحيرة
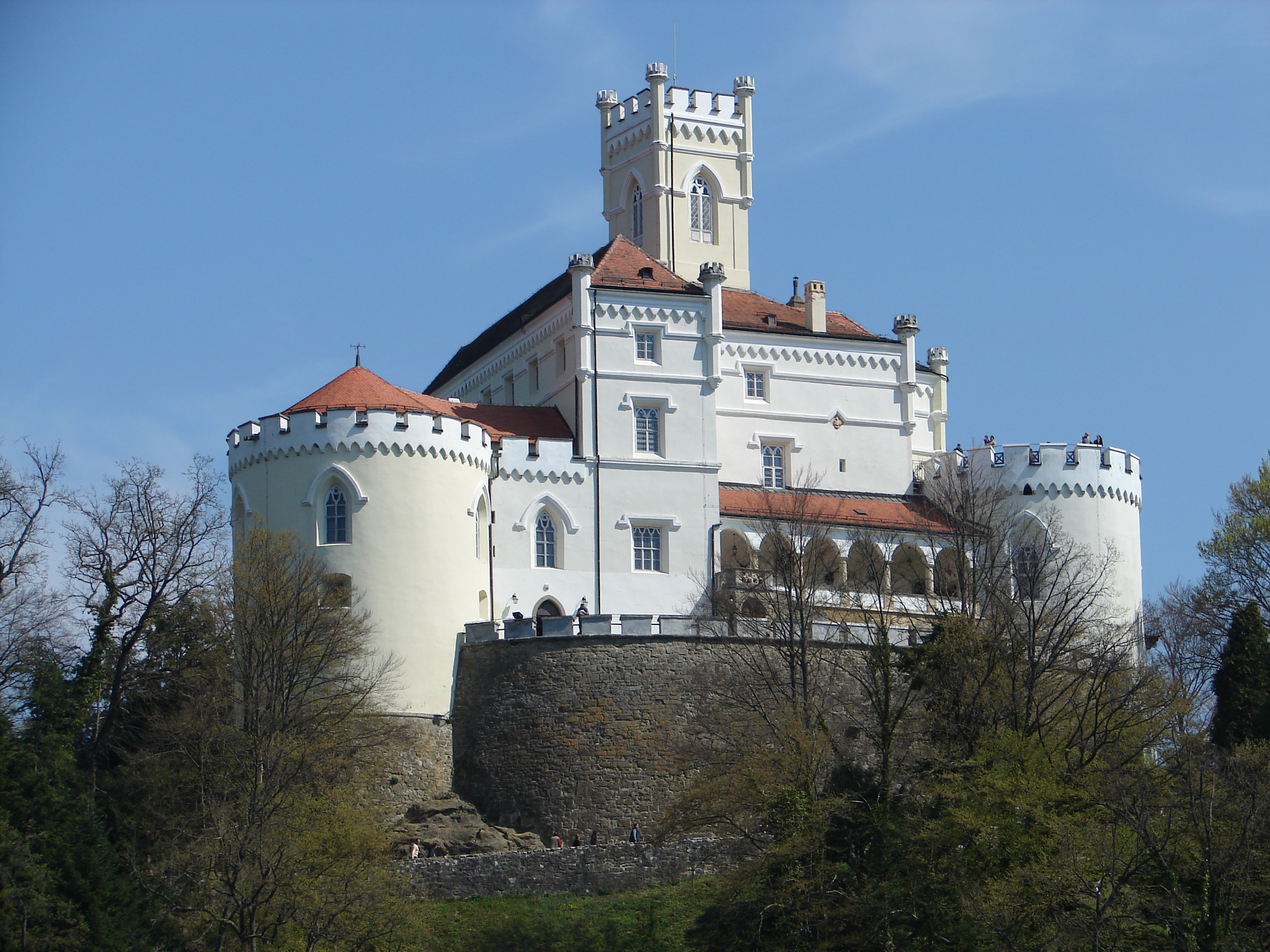
منظر من الجانب الجنوبي
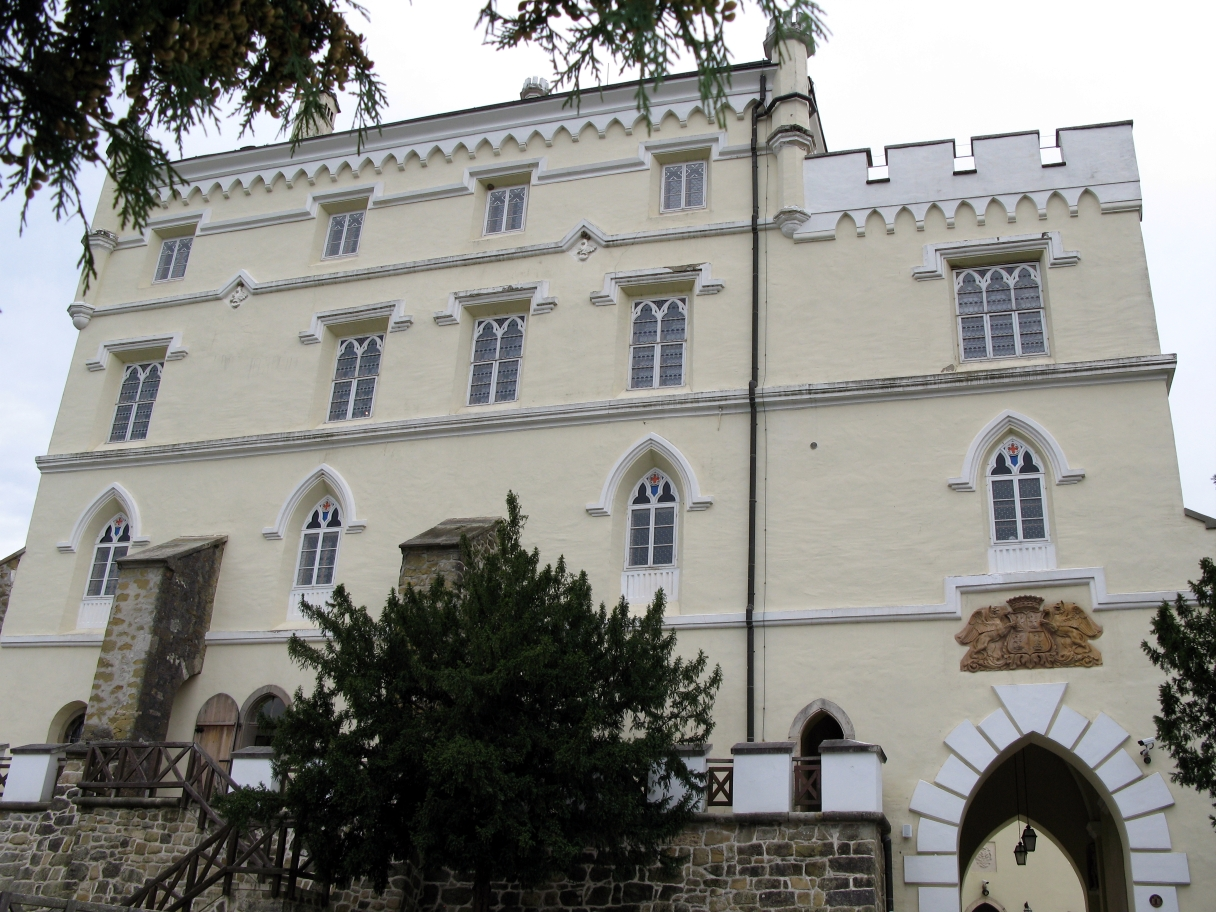
منظر من الفناء الخارجي
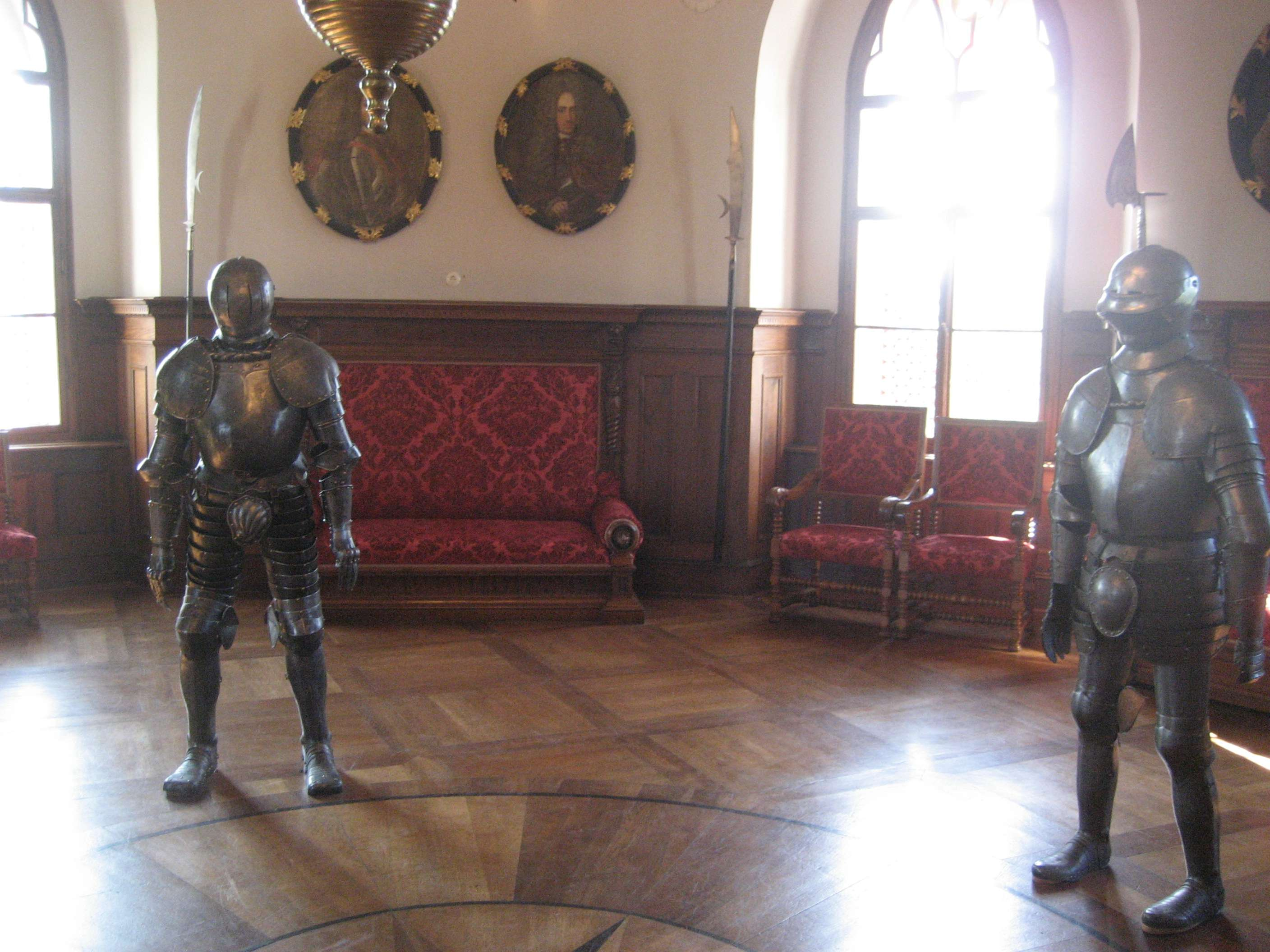
درع الفارس
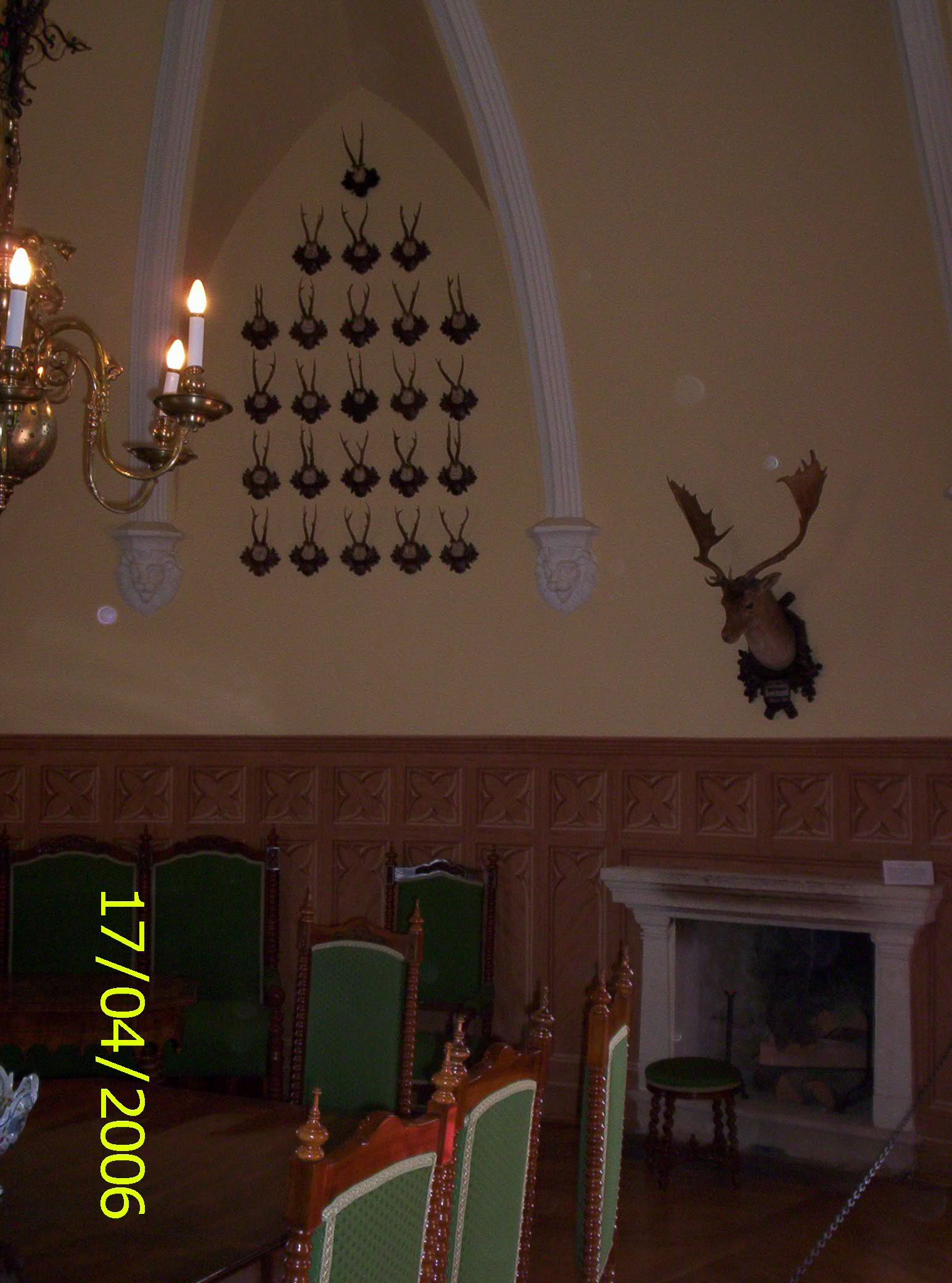
غرفة الصيد
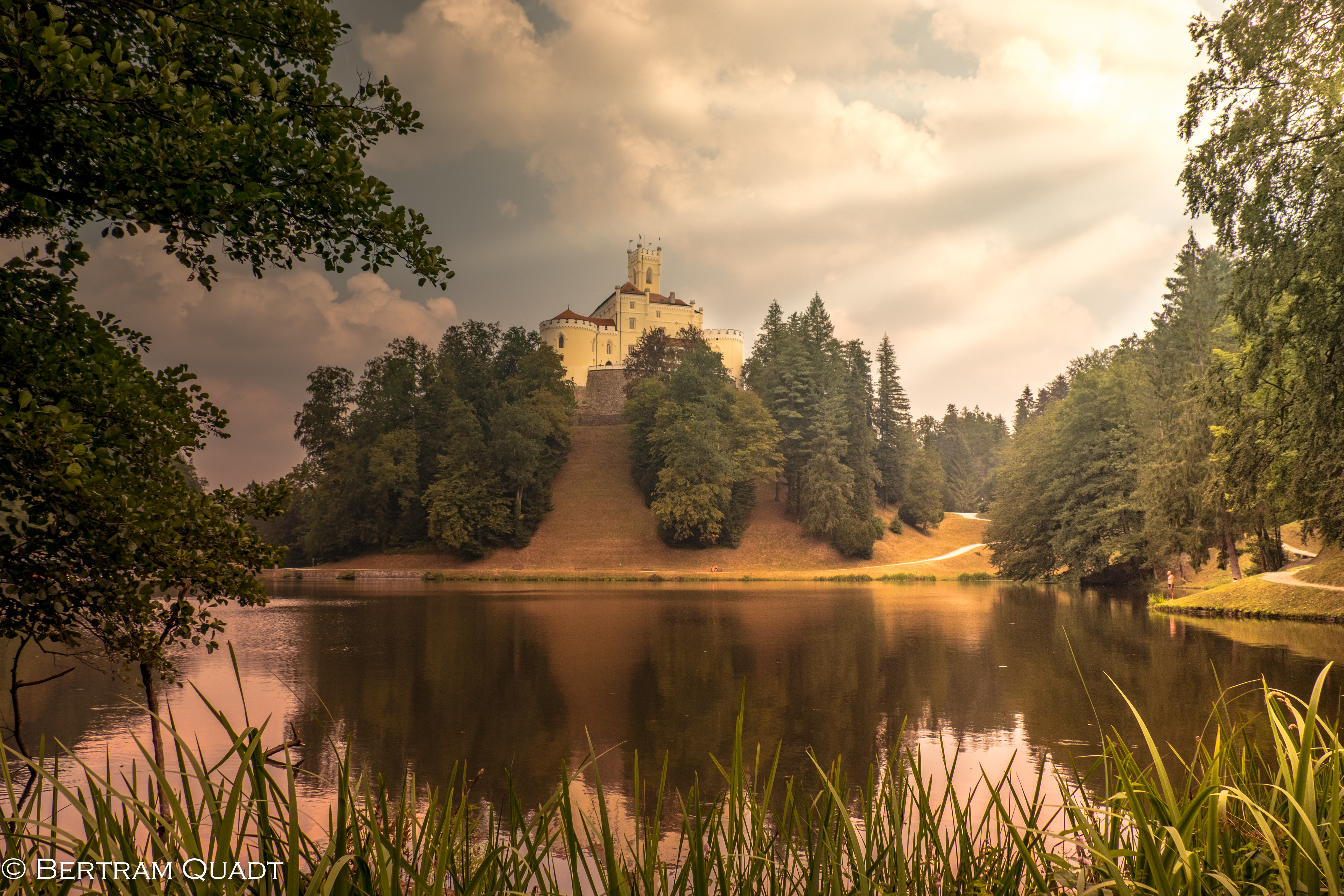
منظر القلعة من جهة البحيرة

## روابط خارجية
- الموقع الرسمي (لغة كرواتية، لغة إنجليزية، لغة ألمانية)
- قلعة تراكوسكان في مركز توثيق المتحف في كرواتيا (لغة كرواتية)